# Acquappesa
Acquappesa község (comune) Olaszország Calabria régiójában, Cosenza megyében.

## Fekvése
A megye nyugati részén fekszik, a Tirrén-tenger partján. Határai: Cetraro, Fagnano Castello, Guardia Piemontese és Mongrassano.

## Története
A település az 1600-as években alakult ki Casaletto illetve Casalicchio néven. Története szorosan összefügg a szomszédos Guardia Piemontesével, amellyel 1927 és 1943 között egy községet alkotott. A községhez tartozó Terme Luigiane a Tirrén-tenger calabriai partjainak egyik jelentős üdülőközpontja. 

## Népessége
A népesség számának alakulása:

## Főbb látnivalói
- Palazzo Gentili
- Palazzo De Caro
- Santa Teresa Vergine-templom
- Santa Maria del Rifugio-templom
- Santa Maria degli Angeli-templom
- Assunzione di Maria-templom